# 維特恩·施列斯卡
維特恩·施列斯卡（1982年07月16日—），出生于克羅地亞，克羅地亞职业足球运动员，司職中場。

## 連結
- （德文） Player page on transfermarkt.de